# Marcus Delpizzo
Marcus May Delpizzo (talora riportato erroneamente come Del Pizzo) (Florianópolis, 13 ottobre 1983) è un giocatore di calcio a 5 brasiliano naturalizzato italiano.

## Carriera
Giocatore difensivo il cui ruolo naturale è quello di centrale, all'occorrenza è stato utilizzato anche come laterale arretrato. Inizia a giocare nel campionato catarinese, indossando le maglie di Coração de Jesus e Colegial. Nella stagione 2004-05 fa il debutto nei campionati italiani in serie A2 con i siciliani del GiPi Palermo Futsal di Mister Gigi Cafieri e ottiene una doppia salvezza mettendosi in mostra per le sue qualità. Nel 2006 è acquistato dal Napoli con cui torna a disputare la massima serie. Nelle stagioni successive gioca nelle categorie minori, indossando le maglie di San Giorgio (due stagioni in Serie A2), Martina (sei mesi in Serie B), Real Rieti (sei mesi in Serie B, sufficienti alla vittoria dei play-off promozione) e Modugno dove si trasferisce nella stagione 2010-11. A Modugno è allenato da Massimiliano Bellarte, il quale passato al termine della stagione all'Acqua e Sapone in Serie A, nel mercato di riparazione della stagione 2011-12 ne chiede l'acquisto alla dirigenza angolana. Favorito dalla presenza nell'organico di molti ex compagni rossoneri, Delpizzo si ambienta immediatamente nella nuova squadra; l'affidabilità dimostrata nel corso della stagione seguente convince il ct Menichelli a convocarlo nella nazionale italiana, sfruttando la doppia cittadinanza del giocatore. Il debutto avviene l'8 gennaio 2013 in occasione dell'incontro amichevole giocato contro la Rep. Ceca vinto dagli azzurri per 4-2.
Nonostante l'annata positiva, l'ottobre seguente viene messo in lista trasferimento per scelta tecnica; dopo una stagione trascorsa in patria giocando con il Floripa, il 25 agosto 2014 viene annunciato il suo tesseramento da parte del Fabrizio.

## Palmarès
- Campionato di Serie A2: 1
Petrarca: 2018-19 (girone A)